# Федоров Альфред Павлович
Альфред Павлович Федоров (рос. Альфред Павлович Фёдоров, 7 червня 1935, Куйбишев — 8 жовтня 2001, Самара) — радянський футболіст, що грав на позиції півзахисника. По завершенні ігрової кар'єри — тренер.

## Клубна кар'єра
Альфред Федоров народився в Куйбишеві (нині — Самара) 7 червня 1935 року. У футбол почав грати в юнацькій команді «Локомотив» у тренера Олександра Чистова.
1955 року Федоров був запрошений в головний клуб міста, «Крила Рад», де спочатку грав у дублі. У 1956 році виступав в челябінському «Авангарді» , пізніше до квітня 1957 року — в харківському «Авангарді».
У травні 1957 року Федоров повернувся в «Крила Рад». В основному складі куйбишевської команди Альфред Федоров дебютував 21 квітня 1958 року в Самарі в матчі з московським «Спартаком», вийшовши на заміну замість Кирила Дороніна, і відразу забив гол. У своєму дебютному сезоні він зіграв 10 матчів, забив 1 гол.
У 1958—1966 роках він провів за основний склад «Крил» 219 ігор у чемпіонатах країни, забивши 8 м'ячів, в тому числі у вищому дивізіоні — 193 матчі, 7 голів. На його рахунку також 13 кубкових і 28 міжнародних матчів. Починав як нападник, пізніше став лівим півзахисником. Він був чемпіоном РРФСР (в 1961 році), за що отримав звання  Майстер спорту, був фіналістом Кубка СРСР 1964 року.
З 1964 по 1966 рік він був капітаном «Крил Рад». Останній матч у складі команди він провів 16 листопада 1966 року в домашньому матчі чемпіонату проти ЦСКА, після чого завершив ігрову кар'єру. Пізніше був включений в число 33-х найкращих футболістів «Крил Рад» за всю їх історію (1997 рік).

## Виступи за збірну
4 вересня 1965 року зіграв свій єдиний матч у складі національної збірної СРСР, зігравши перший тайм товариської гри проти Югославії (0:0), після чого був замінений на Сергія Кутівадзе.

## Кар'єра тренера
Розпочав тренерську кар'єру невдовзі по завершенні кар'єри гравця, 1968 року, очоливши тренерський штаб клубу «Металург» (Куйбишев). По завершенні сезону 1969 року «Металург» було розформовано і на його базі створили клуб «Торпедо» (Тольятті), яке Федоров і очолив.
З вересня 1976 року тренував клуб «Гастелло» (Уфа), а у сезоні 1979 року очолював «Турбіну» (Сизрань).
У сезоні 1980 року Федоров тренував рідні «Крила Рад», що грали у першій лізі, потім входив у тренерський штаб клубу «Металург» (Магнітогорськ), після чого працював старшим тренером ДЮСШ-9 (1982—1987 роки).
У 1988–1989 роках вдруге очолював «Торпедо» (Тольятті), а 1990 року тренував «Світлотехніку» (Саранськ).
Останнім місцем тренерської роботи Федорова був молдавський клуб «Буджак» (Комрат), головним тренером команди якого Альфред Павлович був протягом 1991 року.
Помер 8 жовтня 2001 року на 67-му році життя у місті Самара.

## Статистика виступів

### Статистика виступів за збірну
| Дата     | Місто  | Господарі | Результат | Гості     | Турнір           | Голи | Примітки |
| -------- | ------ | --------- | --------- | --------- | ---------------- | ---- | -------- |
| 4-9-1965 | Москва | СРСР      | 0 – 0     | Югославія | товариський матч | -    | 46'      |
| Усього   |        | Матчів    | 1         |           | Голів            | 0    |          |